# Csang Kao-li
Csang Kao-li (Zhang Gaoli) (Csincsiang (Jinjiang), 1946. november –) kínai politikus, közgazdász, a sanghaji frakció tagja.

## Élete
Fiatal éveiben az olajiparban dolgozott, majd statisztikát és közgazdaságtant tanult a Hsziameni Egyetemen. 1988 és 1993 között Kanton (Guangzhou) kormányzóhelyettese, Sencsenben (Shenzhenben) pedig párttitkár (1997–2001) volt. 2012-ig Tiencsin (Tianjin) tartományi jogú város párttitkára.
2012 novemberében a Kínai Kommunista Párt kongresszusán a héttagú politikai csúcsvezetésbe, a PB állandó bizottságába választották. 2013 márciusában, a Li Ko-csiang vezette államtanácsban (kormány) az első miniszterelnök-helyettesi tárcát szerezte meg.